# Comuna Parîșkiv, Barîșivka
Parîșkiv (în ucraineană Паришків) este o comună în raionul Barîșivka, regiunea Kiev, Ucraina, formată din satele Cervonoarmiiske și Parîșkiv (reședința).

## Demografie
Componența lingvistică a comunei Parîșkiv
     Ucraineană (97,93%)
     Rusă (1,92%)
     Alte limbi (0,15%)
Conform recensământului din 2001, majoritatea populației comunei Parîșkiv era vorbitoare de ucraineană (97,93%), existând în minoritate și vorbitori de rusă (1,92%).